# Lista över avsnitt av Bert
Lista över avsnitt av Bert baserad på Anders Jacobssons och Sören Olssons verk om Bert. Serien sändes ursprungligen i SVT:s Det kommer mera under perioden 1 oktober-17 december 1994.

## Avsnitt
| Nr |  | Titel                                              |  |  |  |  |  | Sändningsdatum   |  |  |  |  |
| --- |  | -------------------------------------------------- |  |  |  |  |  | ---------------- |  |  |  |  |
| 1 |  | "Närkontakt i sjätte klassen"                      |  |  |  |  |  | 1 oktober 1994   |  |  |  |  |
| Bert fyller 13 år, och skall ha party, dit han bland annat bjuder Rebecka. Åke försöker få sin tidsmaskin att fungera, bland annat genom att försöka återvända till 1950-talet i skolan, och göra Bert till 18 år. Rebecka får syn på Bert med Åkes utrustning, och anmäler att hon sett ett UFO som hon tar kort på. Titelreferens: Närkontakt av tredje graden |  |                                                    |  |  |  |  |  |                  |  |  |  |  |
| 2 |  | "Den ohyggligt fule"                               |  |  |  |  |  | 8 oktober 1994   |  |  |  |  |
| Bert får glasögon efter en synundersökning, och blir retad av Klimpen för att han har glasögon. Då Klimpen även tvingar sig till en plats i Heman Hunters lyckas Berts pappa lura honom att Heman Hunters skall bli dansband, vilket får Klimpen att ge sig av. Berättelsen är löst baserad på när Bert får glasögon i Berts dagbok. |  |                                                    |  |  |  |  |  |                  |  |  |  |  |
| 3 |  | "Erik the Great"                                   |  |  |  |  |  | 15 oktober 1994  |  |  |  |  |
| Klass 6 A får en ny elev, det ryktas om att han är Erik the Great som har spelat med Michael Jackson. Då han kommer syns dock att han är Lill-Erik. Samtidigt skall Berts klass samla in pengar till en klassutflykt, och klassen håller en välgörenhetsgala, där Heman Hunters spelar låten Är det så här när man är kär, som Bert hört på skiva hemma hos mormor, men Klimpen försöker hela tiden förstöra deras framträdande. Bert får även syn på en tjej som heter Nadja, som han direkt blir kär i. Berättelsen är baserad på Lill-Eriks ankomst i revideringsversionen av Berts dagbok. |  |                                                    |  |  |  |  |  |                  |  |  |  |  |
| 4 |  | "Det viktiga är inte att kämpa väl utan att vinna" |  |  |  |  |  | 22 oktober 1994  |  |  |  |  |
| Bert är kär i Nadja, som spelar fiol. Hon har dock tre läskiga raggarbröder. Bert börjar intressera sig för klassisk musik, och lånar album med klassisk musik hos Torleif. Berts kompisar vill dock att Bert skall spela viktig final i fotboll utan honom, och Bert måste fejka skadan för att slippa spela fotbollsmatchen, och därmed kunna gå på violinkonserten. Berättelsen är löst baserad på Berts första kontakter med Nadja i Berts dagbok, där Nadja och Torleif spelar i samma orkester. Torleifs lillasyster gör också ett framträdande i avsnittet, och påstår att Slaget vid Waterloo inföll 1812, när det egentligen inföll 1815. Titelreferens: Det viktiga är inte att vinna utan att delta |  |                                                    |  |  |  |  |  |                  |  |  |  |  |
| 5 |  | "Min älskling du är som en tulipan"                |  |  |  |  |  | 29 oktober 1994  |  |  |  |  |
| Det är maskerad i Öreskoga. Bert är utklädd till Fantomen. Trots att han gör bort sig blir han ihop med Nadja Nilsson. Titelreferens: Min älskling, du är som en ros |  |                                                    |  |  |  |  |  |                  |  |  |  |  |
| 6 |  | "Fega pojkar får ibland kyssa vackra flickor"      |  |  |  |  |  | 5 november 1994  |  |  |  |  |
| Berts föräldrar ger sig ut på resa ensamma till Hyltebruk, med mormor är barnvakt, men Bert sticker iväg till Nadja. Men dörren öppnas av Nadjas raggarbrorsor, som släpar med Bert i raggarbilen och tvingar honom att PRY:a som raggare, vilket bland annat går ut på att ropa "–Visa pattarna" till okända äldre tjejer ute på stan, samt skrika åt korvkioskbiträdet. Berättelsen är baserad på när Nadjas raggarbrorsor tvingar Bert till "PRYO" som raggare i Berts första betraktelser, och när Bert och brorsorna utkom året därpå fanns en liknande berättelse med, där "–Visa pattarna" ersatts av "–Visa brösten". Titelreferens: Rädda pojkar |  |                                                    |  |  |  |  |  |                  |  |  |  |  |
| 7 |  | "Sjön suger"                                       |  |  |  |  |  | 12 november 1994 |  |  |  |  |
| Åke och Lill-Erik följer med Berts familj på en resa med båt, 24-timmar ut på vattnet och sedan tillbaka igen (enligt personen som välkomnar passagerarna ombord på båten för att man skall kunna köpa billig sprit i taxfreeaffären). Berts mamma träffar en gammal skolkamrat, och tillsammans med Åke och Lill-Erik tar de sig in i kaptenshytten. På båten träffar Bert en flicka som heter Emma, men när resan är slut förklarar Bert att han redan har tjej. Då han kommer hem gör Nadja slut med honom. Denna berättelse hämtades inte från någon av böckerna, och figuren Emma skapades för TV-serien. |  |                                                    |  |  |  |  |  |                  |  |  |  |  |
| 8 |  | "Hjärnsläpp"                                       |  |  |  |  |  | 19 november 1994 |  |  |  |  |
| Klass 6 A skall åka på klassresa. Bert deppar och saknar Nadja. Åke, vars första mamma dog då han var liten, får en styvmamma, som hans pappa träffar. Hon heter Hillevi, och Åke blir glad då han ser att hon är kemist. Lill-Erik jobbar extra på pizzeria, och viker pizzakartonger dag och natt tills han blir utmattad, men han lyckas kamma in pengarna som behövs till lägerskolan. Berättelsen är löst baserad på när Berts klass samlar in pengar till lägerskolan i Berts första betraktelser, samt när Åkes pappa träffar Hillevi i Berts vidare betraktelser. Avsnittet introducerar även Lill-Erik som dagboksskrivare, med "Lilldagboken". |  |                                                    |  |  |  |  |  |                  |  |  |  |  |
| 9 |  | "Fina, fina Paulina"                               |  |  |  |  |  | 26 november 1994 |  |  |  |  |
| Titelreferens: Parallellklasserna 6 A och 6 B åker på lägerskola. Mitt ute i skogen stannar föraren bussen för en kisspaus, där Lill-Erik glöms bort och blir ifrånkörd. Samtidigt har en elefant rymt från cirkus, och polisen letar efter den. Lill-Erik tämjer elefanten, genom spela för den på sitt munspel. Under lägerskolan råkar Klimpen få en akustisk gitarr (när Bert framför låten "Cowboy") i huvudet och blir en helt ny person. Effekten verkar tills han snubblar på ett brännbollträ. Fröken Sonja Ek säger att det är för kallt att bada i vattnet, och när Torleif säger att han skall se till att ingen i hans grupp badar kastas han ifrån bryggan med kläderna på. Paulina tappar sitt halsband, och Bert dyker länge efter det. Lill-Erik återvänder, media anländer och stor uppståndelse uppstår och Fröken Sonja Ek är chockad när hon inser att hon glömt Lill-Erik. Bert får plötsligt syn på något som glittrar i sjön. Det visar sig att han hittat Paulinas halsband. Berättelsen är baserad på lägerskolan i Berts vidare betraktelser, men historierna med Paulinas halsband som faller i vattnet, Klimpen som blir "snäll" och Lill-Erik som glöms kvar och träffar den förrymde elefanten har tillkommit. Titelreferens: Fina Paulina |  |                                                    |  |  |  |  |  |                  |  |  |  |  |
| 10 |  | "Klimpen, min allra bästa vän"                     |  |  |  |  |  | 3 december 1994  |  |  |  |  |
| Det är sommarlov. Klimpens föräldrar åker på raggarträff några dagar, Klimpen lämnas ensam i den husvagn familjen bor. Klimpen vill ha kul med sina jämngamla skolkamrater, men ingen vill vara kompis med honom. Bert blir osams med Åke över Paulina. Ute på skolgården står Sven Ripa och talar om elevrådspolitik. Både Lill-Erik och Åke engagerar sig i valet. Klimpen fortsätter leta efter kompisar, och försöker bo hos Bert med en video han fått av inbrottstjuvar hos Benny (vars familj rest på semester och meddelat över telefonsvararen). Avsnittet innehåller bland annat en scen där Klimpen knuffar ner en gammal tant i vattnet från bryggan, och skyller på Bert genom att peka på honom direkt då vakterna anländer. Bert inser att Klimpen inte är hans kompis, utan Åke är det, och till slut blir de sams igen. Paulina meddelar till slut att hon och Åke bara är kompisar i elevrådskampanjen. Bert och Åke ger sig ut på sjön i roddbåt, och dumpar Sven Ripas valkampanjsknappar i vattnet. Vid skogen bredvid vill Klimpen stjäla cyklar med Lill-Erik, men Lill-Erik förklarar att Klimpen inte har några kompisar, eftersom han plågar alla. Klimpen jagar Lill-Erik i terrängen. Berättelsen är inte baserad på någon av böckerna, men skildring av badlivet om sommarlovet är vanligt i Bert-böckerna (framför allt Berts vidare betraktelser, mitten av Berts bravader och Bert och badbrudarna), liksom i den tecknade serien, och konceptet med Bert och Åke som är osams förekommer till viss del i Berts bekännelser. |  |                                                    |  |  |  |  |  |                  |  |  |  |  |
| 11 |  | "Sådan far, sådan son"                             |  |  |  |  |  | 10 december 1994 |  |  |  |  |
| Berts mamma åker på kurs, och Bert är hemma med sin pappa. Bert klagar att hans pappa sitter för mycket och tittar på TV, och då svarar Berts pappa med att stänga optikerbutiken, köpa sportbil och ta över Berts plats i Heman Hunters. Bert jobbar då i optikerbutiken. Berättelsen är inte baserad på någon av böckerna. |  |                                                    |  |  |  |  |  |                  |  |  |  |  |
| 12 |  | "Ett långt och lyckligt liv"                       |  |  |  |  |  | 17 december 1994 |  |  |  |  |
| Berts årskull börjar sjunde klass, och Klimpen flyttar till Motala. Dödgrävarn i nionde klass, skrämmer sjundeklassarna och Bert liftar till Motala för att få hjälp av Klimpen. Bert blir kär i Ida, som röker. I kemi får Berts klass en lärare som kallas "Banan-Boris", och Åke råkar spränga kemilaboratoriet i luften just då ett diaband om Big Bang skall visas. Dödgrävan kräver pengar av Bert varje gång han råkar springa på honom ute på skolgården. Bert liftar till Motala för att hämta Klimpen, men 9:ornas gäng håller fast Klimpen vid fönstret. Dödgrävarn försöker slå Bert på skolgården och frågar Bert om han har någon sista önskan. Bert svarar att han vill ha ett långt och lyckligt liv, och tänker att han sjunger. Dödgrävarn ger upp när han inser att alla andra är så många fler mot honom och hans gäng. Berättelsen är ganska löst baserad på Berts högstadiestart i Berts vidare betraktelser och första veckor på högstadiet i början av Berts ytterligare betraktelser, Berts alltmer avtagande intresse för Paulina till förmån för Ida i början av Berts ytterligare betraktelser, samt Klimpens meddelande om flytt till Motala efter femte klass i Berts dagbok, men Dödgrävarn har helt annan karaktär. |  |                                                    |  |  |  |  |  |                  |  |  |  |  |

### Fotnoter
1. ↑  ”Bert”. Svensk mediedatabas. 27 februari 1994. http://smdb.kb.se/catalog/search?q=Bert+year%3A1994+typ%3Atv&sort=OLDEST. Läst 28 mars 2015.
2. ↑  ”Bert”. Arkiverad från originalet den 26 oktober 2011. https://web.archive.org/web/20111026101941/http://www.soren-anders.se/item.aspx?id=626. Läst 6 april 2011.